# Cantone di Matheysine-Trièves
Il Cantone di Matheysine-Trièves è una divisione amministrativa dell'arrondissement di Grenoble.
È stato costituito a seguito della riforma approvata con decreto del 18 febbraio 2014, che ha avuto attuazione dopo le elezioni dipartimentali del 2015.

## Composizione
Comprende i 72 comuni di:
- Ambel
- Avignonet
- Beaufin
- Chantelouve
- Château-Bernard
- Chichilianne
- Cholonge
- Clelles
- Cognet
- Cordéac
- Cornillon-en-Trièves
- Corps
- Les Côtes-de-Corps
- Entraigues
- Gresse-en-Vercors
- Laffrey
- Lalley
- Lavaldens
- Lavars
- Marcieu
- Mayres-Savel
- Mens
- Miribel-Lanchâtre
- Monestier-d'Ambel
- Monestier-de-Clermont
- Le Monestier-du-Percy
- Monteynard
- La Motte-d'Aveillans
- La Motte-Saint-Martin
- La Mure
- Nantes-en-Ratier
- Notre-Dame-de-Vaulx
- Oris-en-Rattier
- Pellafol
- Percy
- Le Périer
- Pierre-Châtel
- Ponsonnas
- Prébois
- Prunières
- Quet-en-Beaumont
- Roissard
- Saint-Andéol
- Saint-Arey
- Saint-Baudille-et-Pipet
- Saint-Guillaume
- Saint-Honoré
- Saint-Jean-de-Vaulx
- Saint-Jean-d'Hérans
- Saint-Laurent-en-Beaumont
- Saint-Martin-de-Clelles
- Saint-Martin-de-la-Cluze
- Saint-Maurice-en-Trièves
- Saint-Michel-en-Beaumont
- Saint-Michel-les-Portes
- Saint-Paul-lès-Monestier
- Saint-Pierre-de-Méaroz
- Saint-Sébastien
- Saint-Théoffrey
- Sainte-Luce
- La Salette-Fallavaux
- La Salle-en-Beaumont
- Siévoz
- Sinard
- Sousville
- Susville
- Treffort
- Tréminis
- Valbonnais
- La Valette
- Valjouffrey
- Villard-Saint-Christophe